# Michaelina Wautier

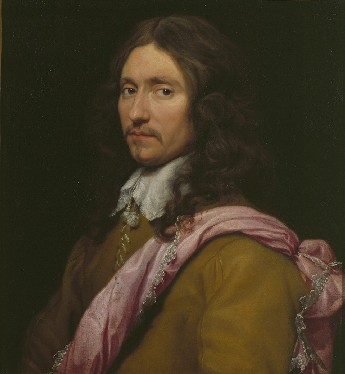
Retrat de cavaller, signat «Michaelina Wautier / 1646», oli sobre llenç, 63 x 56,5 cm, Brussel·les, Museu Reial de Belles Arts de Bèlgica.

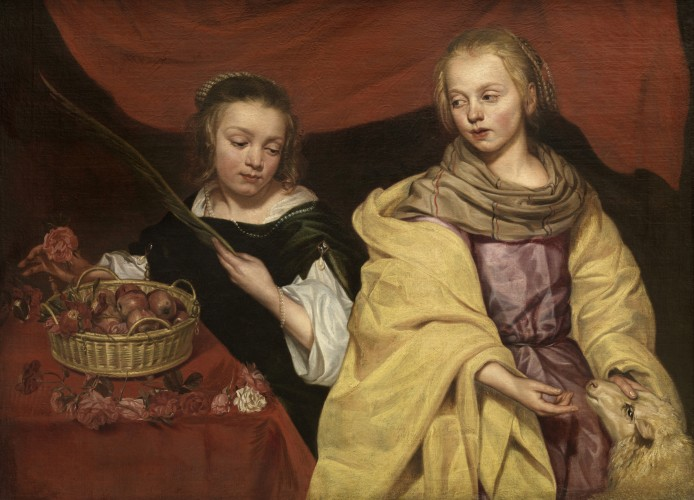
Santa Agnès i santa Dorotea (anterior atribució a Thomas Willeboirts Bosschaert), oli sobre llenç, 89,7 x 122 cm, Anvers, Reial Museu de Belles Arts d'Anvers.

Michaelina Wautier o Woutiers (c. 1617 - 1689) fou una pintora barroca flamenca, activa a Brussel·les on es va instal·lar a partir de 1643 juntament amb el seu germà Charles Wautier, també pintor.

## Biografia i obra
Es tenen molt poques dades de Michaelina Wautier, pintora de Mons, capital del comtat d'Hainaut, el nom del qual figura el 1659 a l'inventari dels béns de l'arxiduc Leopoldo Guillermo, governador dels Països Baixos Espanyols entre 1647 i 1656, a la col·lecció de pintures es trobaven quatre de les seves obres, conservades ara en el Kunsthistorisches Museum de Viena: un Triomf de Bacus, dos busts de Sant Joaquim amb un llibre a les mans, un d'ells signat «MICHELINE WOVTEERS.F.», i un bust de Sant Josep amb uns lliris.
A aquestes obres documentades cal agregar algunes altres obres signades, entre elles el Retrat d'un cavaller dels Museus Reals de Belles Arts de Bèlgica, signat i datat el 1646, que mostra a un cavaller en bust llarg amb la banda carmesí pròpia dels capitans, el model del qual reapareix probablement en un altre retrat de la galeria Rob Smeets de Ginebra, en el qual després d'una neteja va aparèixer un, amb prou feines visible, escut heràldic format per dos trèvols i dos rombes oposats, pertanyent a la pròpia família Wautier conforme al Dictionnaire généalogique de Victor Goethals:
Es tractaria, doncs, d'un altre dels germans de Michaelina, Pierre Wautier, senyor de Ham-sud-Heur i capità de cavalleria al servei del rei d'Espanya, quart dels vuit fills de Charles Wautier, patge del marquès de Fuentes, mort en Mons el 1617. La pintora, a la qual Goethals nomena Michelle, morta sense aliança el 30 d'octubre de 1689, seria la menor dels fills del citat Charles Wautier, i de la seva segona esposa, Anne
Trets semblants a les obres documentades o signades de Wautier es troben en un Retrat de jove del Reial Museu de Belles Arts d'Anvers i en Santa Agnès i santa Dorotea del mateix museu, retrat de dues noies en hàbit i amb els atributs de les santes màrtirs, anteriorment atribuït a Thomas Willeboirts Bosschaert. Mostra de la varietat d'assumptes i gèneres abordats per la pintora, es coneixen a més una garlanda de flors signada i datada el 1652, una Educació de la Mare de Déu datada el 1656 i una Anunciació de grans dimensions (200 x 134 cm) guardada en el musée-promenade de Marly-le-Roi i Louveciennes, datada el 1659, a més del retrat d'Andrea Cantelmo, militar italià al servei de Felip IV de Castella, conegut per un gravat de Paulus Pontius datat el 1643.